# 遠澤健二
遠澤 健二（とおさわ けんじ、1965年2月13日- ）は、競輪選手。日本競輪選手会神奈川支部所属、ホームバンクは平塚競輪場。日本競輪学校（当時。以下、競輪学校）第57期生。師匠は鈴木了（25期）。

## 経歴
藤沢商業高等学校（現：藤沢翔陵高等学校）出身。高校時代は陸上競技の長距離選手として活躍。1981年、1982年の全国高等学校駅伝競走大会に出場した経験を持つ。
高校卒業後は1年間の社会人経験を経て、競輪学校に第57期生として入学。同期に坂本勉、梶應弘樹らがいる。競輪学校時代は在校競走成績第8位。デビュー戦は1986年5月3日の花月園競輪場で迎えたが失格となった。
1989年頃からGIなどビッグレースの常連選手として活躍するようになるが、初のGI決勝進出は1992年の第45回日本選手権競輪（前橋競輪場）。このレースでは、同県の藤田和彦にマークし、最終バック付近までは逃げる藤田の番手につけるという絶好の展開となったが、吉岡稔真に2センターで捲り切られ、自身は4着となった。
翌1993年の第46回日本選手権競輪（立川競輪場）でも決勝へと駒を進め、3着入線だったものの、2着入線の大竹慎吾の失格により繰り上がって2位となり、初のGI表彰台を経験。その後も1996年までに通算5回のGI決勝進出を果たし、1996年の第39回オールスター競輪（岐阜競輪場）では3着に入った。
1997年は大活躍の年となり、第50回日本選手権競輪（岸和田競輪場。9着）、第40回オールスター競輪（平塚。8着）で決勝進出を果たしたほか、同年10月に開催された、第6回寬仁親王牌（前橋競輪場）でも決勝へと駒を進め、2着に食い込んだ。
その後もGI、GIIでは常時出場を果たしていたが、2007年の第50回オールスター競輪（高知競輪場）において、実に10年ぶりにGIの決勝へと進出し4着となった。そしてこの年の賞金額が上位となったため、初代S級S班に選出された（当時のS班は18名）。しかしながら、前年のオールスター競輪の頃の脚勢は2008年に入ってからは完全に影を潜めたため、S級S班として初日から上位のレースに乗っては大敗を繰り返してしまっており、「翌年丸一年間、クラスが保証される」というS級S班制度の問題点を露呈した。ちなみに初代S級S班のうち最年長選手でもあった。

## エピソード
- 2005年にホームバンクの平塚競輪場で行われたKEIRINグランプリ05では先頭誘導員を務めた。
- 晩年は衰えのほか失格もあったため競走得点が足りず、2023年下期（7月 - 12月）では最下層のA級3班（チャレンジ）に降格した。ただ、30年以上にわたって現役を続けており、デビュー当時最下層であったB級2班（当時は3層9班制）から現在の最上位であるS級S班まで、旧制度を含めて全ての級班を経験した現役唯一の選手となった[1]。